# Jacques Perrin
Pour les articles homonymes, voir Jacques Perrin (homonymie), Perrin et Simonet.
Jacques Perrin, né le 13 juillet 1941 à Paris 14e, et mort le 21 avril 2022 à Paris 17e, est un acteur, réalisateur de documentaires et producteur français.
Actif dans le milieu du cinéma français pendant plus de sept décennies, il commence sa carrière comme figurant dans Les Portes de la nuit de Marcel Carné, en 1946. Dernier grand acteur de l'âge classique il va rapidement devenir une des têtes incontournables de la Nouvelle Vague aux côtés d'acteurs modèles de l'époque comme Jean-Paul Belmondo, Jean-Claude Brialy, Marcello Mastroianni, et Michel Piccoli. Artiste complet, il n'a cessé de naviguer entre les différents genres, aussi bien la comédie musicale que les films historiques, les films de guerres, les drames sociaux et les documentaires.
Sa filmographie compte certains des plus grands succès du cinéma français : La Vérité (1960), Et Satan conduit le bal , Journal Intime (1962), 317e section (1964), Les Demoiselles de Rochefort (1967), Peau d'Âne (1970), L'Honneur d'un capitaine (1982), Cinema Paradiso (1989), Le Pacte des loups (2001), et Les Choristes (2004). Il a tourné sous la direction des plus grands cinéastes de son époque : Marcel Carné, Pierre Schoendoerffer, Costa-Gavras, Henri G. Clouzot, Jacques Demy, Marcel Camus, Christophe Barratier, Christophe Gans, Agnès Varda et Valerio Zurlini.
Comme acteur, il obtient la Coupe Volpi de la meilleure interprétation masculine à la Mostra de Venise en 1966 pour Un homme à moitié. Comme producteur, il obtient trois Césars en 1997 et 2011 pour deux films documentaires : Microcosmos : Le Peuple de l'herbe et Océans.

## Biographie

### Jeunesse et débuts
Jacques André Perrin Simonet naît sous le nom de Jacques André Simonet le 13 juillet 1941 à  Paris 14e,,. Cet « enfant de la balle » est le fils de la comédienne Marie Perrin (dont il adoptera le patronyme comme nom de scène) et d'Alexandre Simonet, régisseur à la Comédie-Française puis souffleur au TNP de Jean Vilar.
Jusqu'à l'âge de 11 ans, il est placé en pension. Il obtient son certificat d'études à 14 ans puis occupe plusieurs emplois, comme télétypiste à Air France et commis d'épicerie.
Dès l'âge de 15 ans, il paraît à la scène puis entre avec une de ses sœurs[réf. souhaitée], Pierrette[réf. souhaitée], dite Eva Simonet, au Conservatoire d'art dramatique dans la classe de Jean Yonnel, qu'il quitte rapidement pour monter sur les planches,. À la fin des années 1950, il est mousse sur un chalutier en mer Méditerranée.

### Carrière au cinéma

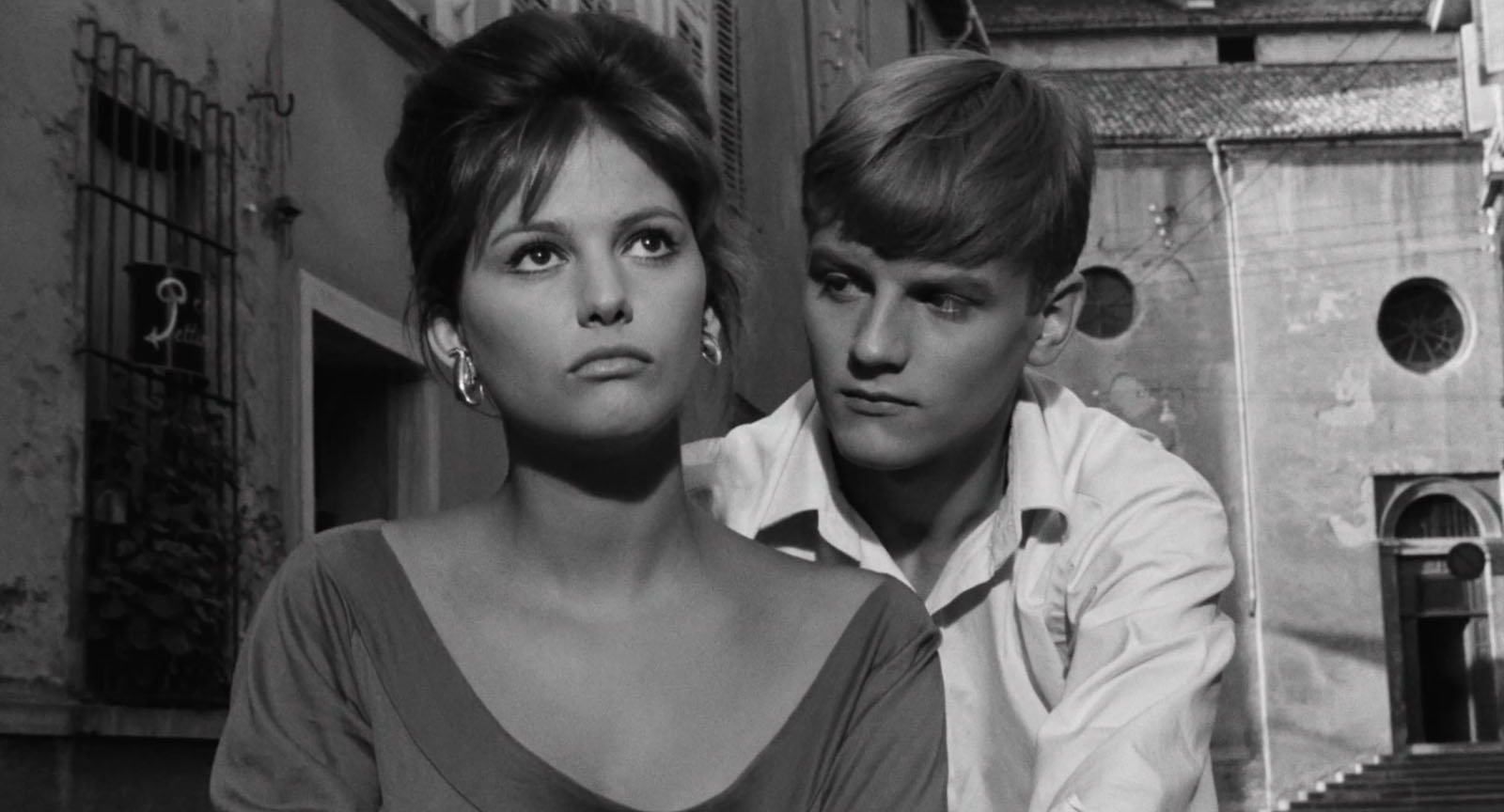
Claudia Cardinale et Jacques Perrin dans La Fille à la valise, 1961, de Valerio Zurlini.

Si, dès 1958, on l'entrevoit sur une Vespa dans Les Tricheurs de Marcel Carné, il obtient son premier rôle important au cinéma dans La Fille à la valise de Valerio Zurlini (1960), puis enchaîne des rôles variés dans des films de Henri-Georges Clouzot (La Vérité en 1960), Mauro Bolognini (La Corruption en 1963), Costa-Gavras (Compartiment tueurs en 1965). Il joue des rôles de premier plan dans quatre films de Pierre Schoendoerffer : La 317e Section (1965), Le Crabe-Tambour (1977), L'Honneur d'un capitaine (1982), et Là-haut, un roi au-dessus des nuages (2004). Il est aussi le partenaire principal de Catherine Deneuve dans Et Satan conduit le bal de Grisha Dabat et Roger Vadim (1962), comme dans deux films musicaux de Jacques Demy : Les Demoiselles de Rochefort (1967) et Peau d'Âne (1970).

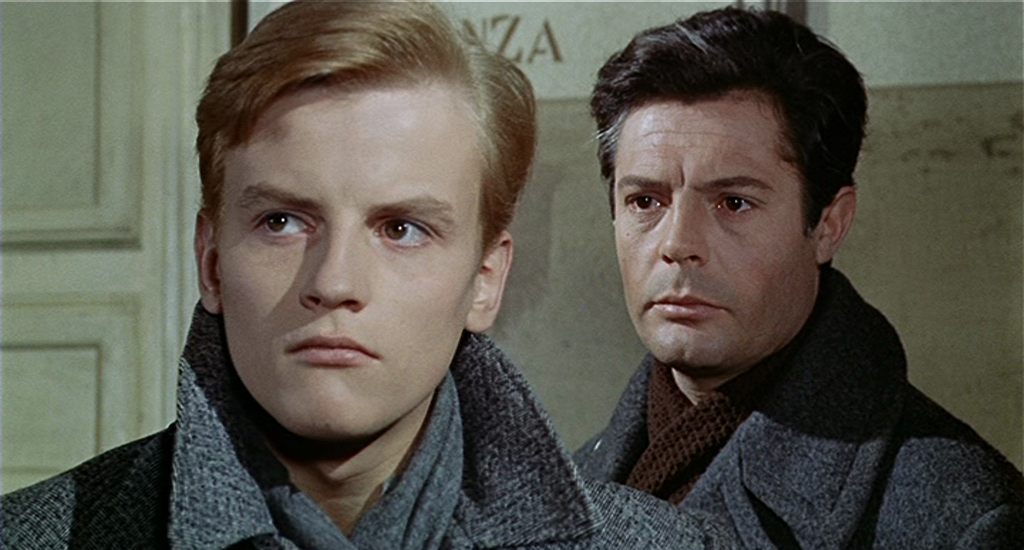
Jacques Perrin avec Marcello Mastroianni dans Journal intime (1962), de Valerio Zurlini.

Parallèlement, il fonde en 1968 sa propre société de production, Reggane Films, devenue par la suite Galatée Films. Il produit des films engagés comme ceux de Costa-Gavras, Z en 1968, État de siège en 1972, et Section spéciale en 1974. Jacques Perrin est également le producteur du premier film de Benoît Lamy, La Fête à Jules (1973), sur la révolte des pensionnaires d'une maison de repos, dans lequel Claude Jade et lui interprètent le jeune couple principal.
Tout en continuant à jouer, comme dans Cinema Paradiso en 1989, c'est désormais à la production qu'il se consacre : Microcosmos : Le Peuple de l'herbe en 1995 qui lui vaut le César du meilleur producteur en 1997, Himalaya : L'Enfance d'un chef en 1999, Le Peuple migrateur en 2001, où il participe également à la réalisation.
Il prête sa voix à de nombreux films et documentaires dont Diana, princesse du peuple, ou Pas si sauvages... de Jackie Bastide.
En mars 2022 sort Goliath, film dans lequel il joue Vanec, un scientifique à la retraite. C'est sa dernière apparition à l'écran.

### Vie privée et engagements
En septembre 1961, pendant le tournage du film Le Soleil dans l'œil, Jacques Perrin entame une liaison avec sa partenaire de jeu Anna Karina, alors mariée à Jean-Luc Godard. Cette dernière envisage alors de quitter son époux pour le jeune acteur. Lorsque le réalisateur en est informé, il saccage leur appartement. Le soir même, Anna Karina tente de se suicider avec des barbituriques. Mais Jacques Perrin la découvre à temps et appelle une ambulance. Elle est hospitalisée et sort quelques jours plus tard. Alors que les journaux annoncent que Godard et Karina vont divorcer et que l'actrice va épouser Perrin, celle-ci restera finalement avec son mari pour quelques années encore,,,.
Marié à la réalisatrice et productrice Valentine Perrin, ils ont eu deux enfants ensemble : Maxence (né en 1995) et Lancelot (né en 1999). Jacques Perrin a eu d'une précédente union un enfant : Mathieu Simonet (né en 1975).
Il est également le neveu de l'acteur Antoine Balpêtré (1898-1963) et l'oncle du réalisateur Christophe Barratier, fils de sa sœur Eva.
En 2011, il soutient officiellement le chef Raoni dans sa lutte contre le barrage de Belo Monte.

### Mort

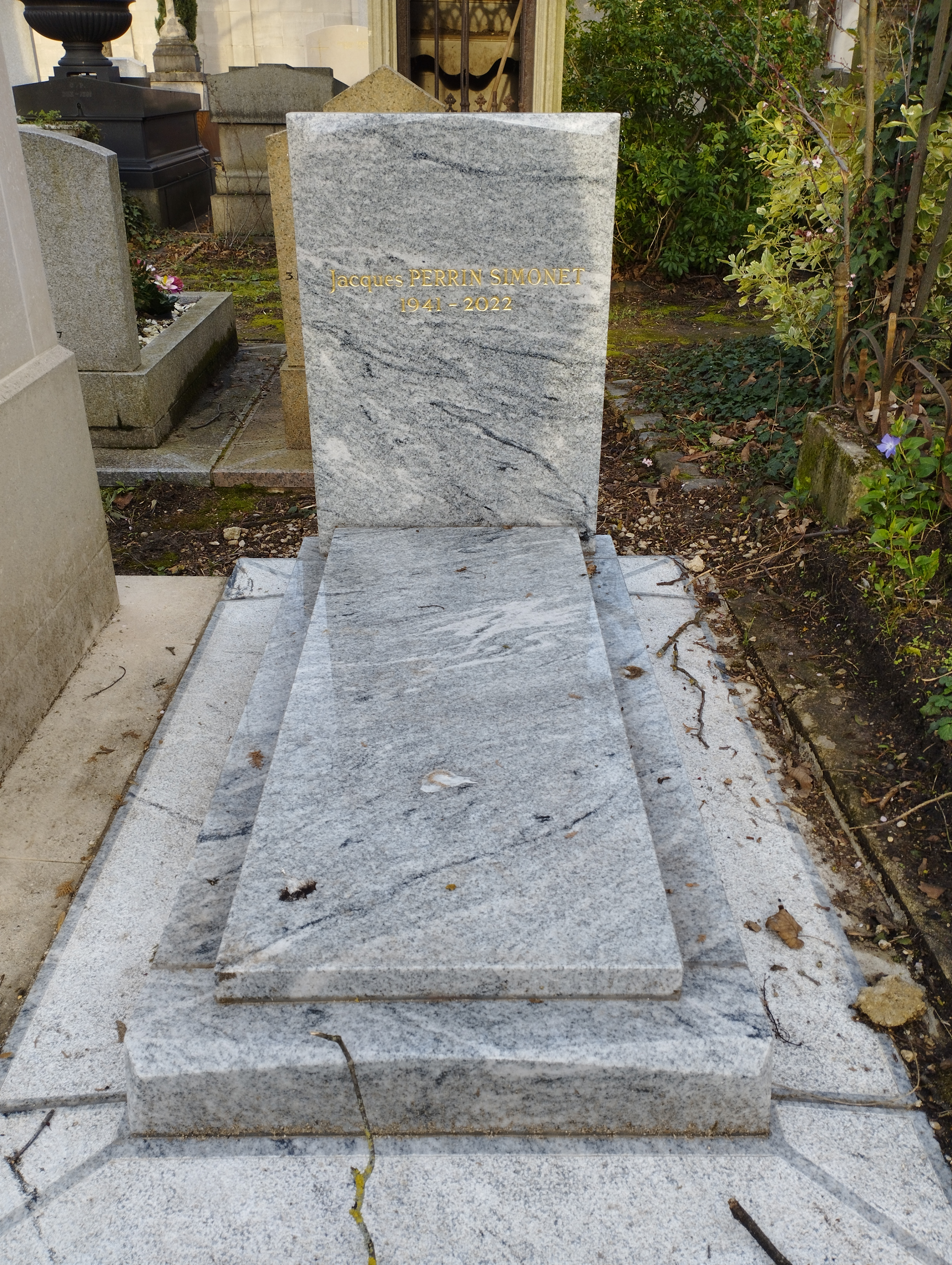
Tombe de Jacques Perrin au cimetière du Père-Lachaise (division 44).

Jacques Perrin meurt « paisiblement » le 21 avril 2022 à Paris 17e, à l'âge de 80 ans.
En tant qu'officier dans la réserve citoyenne de la Marine nationale, avec le grade de capitaine de frégate, ses obsèques se déroulent à l'hôtel des Invalides, dans l'intimité, l'après-midi du 29 avril. La cérémonie se tient en présence de quelques personnalités telles que la ministre des Armées Florence Parly, les acteurs Gérard Jugnot, Macha Méril, François-Xavier Demaison, Anthony Delon, l'océanographe François Sarano ou encore le réalisateur Costa-Gavras et Brigitte Macron.
Il est ensuite incinéré au crématorium du cimetière du Père-Lachaise dans la plus stricte intimité. Contrairement à ce qu'a déclaré son ami Olivier de Kersauson, ses cendres ne sont pas dispersées en mer, mais inhumées dans la 44e division du cimetière, à quelques mètres d'Yves Montand et de Michel Legrand, avec lesquels il a œuvré. Des statuettes d'oiseaux ornent sa tombe.

## Théâtre
- 1957 : César et Cléopâtre de George Bernard Shaw, mise en scène Jean Le Poulain, théâtre Sarah-Bernhardt : Ptolémée
- 1957 : La Ville dont le prince est un enfant de Henry de Montherlant : Souplier (sous le nom de Jacques Simonet) Enregistrement discographique, grand prix du disque de l'Académie Charles-Cros 1958
- 1958 : L'Année du bac de José-André Lacour, mise en scène Yves Robert, théâtre Édouard-VII
- 1960 : Les Ambassades de Roger Peyrefitte, mise en scène André Barsacq, théâtre des Bouffes-Parisiens
- 1962 : Ève et Line de Luigi Pirandello, mise en scène Pierre Franck, théâtre des Bouffes-Parisiens

## Filmographie

### En tant qu'acteur

#### Cinéma
Années 1940
- 1946 : Les Portes de la nuit de Marcel Carné : un des gosses Quinquina

Années 1950
- 1957 : La Peau de l'ours de Claude Boissol : Philippe Ledrut
- 1958 : Les Tricheurs de Marcel Carné : le jeune qui monte sur la Vespa
- 1959 : La Verte Moisson de François Villiers : Jean-Louis Mesnier

Années 1960
- 1960 : Les Nymphettes de Maurice Delbez et Henry Zaphiratos : Philippe
- 1960 : La Fille à la valise (La ragazza con la valigia) de Valerio Zurlini : Lorenzo Fainardi
- 1960 : La Vérité d'Henri-Georges Clouzot : Jérôme
- 1961 : Les croulants se portent bien de Jean Boyer : Michel
- 1962 : Et Satan conduit le bal de Grisha M. Dabat : Ivan
- 1962 : Le Soleil dans l'œil de Jacques Bourdon : Frédéric
- 1962 : Journal intime (Cronaca familiare) de Valerio Zurlini : Lorenzo
- 1963 : La Corruption (La corruzione) de Mauro Bolognini : Stefano
- 1963 : Le Procès des doges (Il fornaretto di Venezia) de Duccio Tessari : Pietro
- 1964 : La Vie ardente (La calda vita) de Florestano Vancini : Freddy
- 1964 : San Salvador de Alexandre Trannoy[réf. nécessaire] (inachevé)
- 1964 : Filles et Garçons (Oltraggio al pudore) de Silvio Amadio : Gabriele
- 1964 : La Chance et l'Amour de Claude Berri, Charles Bitsch et Bertrand Tavernier : Marc Bizet
- 1965 : La 317e Section de Pierre Schoendoerffer : le sous-lieutenant Torrens
- 1965 : Compartiment tueurs de Costa-Gavras : Daniel
- 1966 : Le Chevalier à la rose rouge (Rose rosse per Angelica) de Steno : Henri de Verlaine
- 1966 : La Ligne de démarcation de Claude Chabrol : Michel, le radio
- 1966 : Un homme à moitié (Un uomo a metà) de Vittorio De Seta : Michele
- 1966 : La Grimace de Bertrand Blier (court-métrage)
- 1966 : L'Horizon de Jacques Rouffio : Antonin
- 1967 : L'Écume des jours de Charles Belmont : Colin
- 1967 : Les Demoiselles de Rochefort de Jacques Demy : Maxence
- 1967 : Un homme de trop de Costa-Gavras : Kerk
- 1967 : Le Grand Dadais de Pierre Granier-Deferre : Alain Quesnard
- 1967 : La busca d'Angelino Fons : Manuel
- 1968 : Vivre la nuit de Marcel Camus : Philippe
- 1968 : La Petite Vertu de Serge Korber : Ferdinand/Freddy
- 1969 : Z de Costa-Gavras : le photojournaliste
- 1969 : L'Américain de Marcel Bozzuffi : Patrick
- 1969 : L'Invitée de Vittorio De Seta : Laurent

Années 1970
- 1970 : Peau d'Âne de Jacques Demy : le prince
- 1971 : Blanche de Walerian Borowczyk : Bartolomeo
- 1972 : L'Étrangleur de Paul Vecchiali : Émile
- 1973 : État de siège de Costa-Gavras : l'opérateur téléphonique
- 1973 : La Fête à Jules de Benoît Lamy : Jacques, l'assistant social
- 1974 : Section spéciale de Costa-Gavras : Lafarge
- 1976 : Le Désert des Tartares (Il deserto dei Tartari) de Valerio Zurlini : Drogo
- 1977 : Le Crabe-Tambour de Pierre Schoendoerffer : le lieutenant Willsdorff dit le « crabe-tambour »
- 1978 : La légion saute sur Kolwezi de Raoul Coutard : l'ambassadeur Berthier
- 1978 : L'Adoption de Marc Grunebaum : Jacques

Années 1980
- 1980 : Une robe noire pour un tueur de José Giovanni : Lucien Lebesque
- 1981 : Le Sang du flamboyant de François Migeat : Delorme
- 1981 : La Désobeissance (La disubbidienza) d'Aldo Lado : Dario
- 1982 : L'Honneur d'un capitaine de Pierre Schoendoerffer : le capitaine Marcel Caron
- 1982 : Les Quarantièmes rugissants de Christian de Chalonge : Julien Dantec
- 1984 : Le Juge de Philippe Lefebvre : le juge François Muller
- 1984 : L'Année des méduses de Christopher Frank : Vic
- 1984 : Paroles et Musique de Élie Chouraqui : Yves
- 1985 : Parole de flic de José Pinheiro : Stéphane Reiner
- 1988 : Cinema Paradiso (Nuovo Cinema Paradiso) de Giuseppe Tornatore : Salvatore « Toto » Di Vita adulte
- 1989 : Vanille Fraise de Gérard Oury : Guillaume Forestier

Années 1990
- 1990 : La Fuite au paradis (Fuga dal paradiso) d'Ettore Pasculli (it) : Élisée, le père de Téo
- 1990 : Ils vont tous bien ! (Stanno tutti bene) de Giuseppe Tornatore
- 1990 : Au nom du peuple souverain (In nome del popolo sovrano) de Luigi Magni : Ugo Bassi
- 1991 : La Contre-allée de Isabel Sebastian  : Daniel
- 1992 : L'Ombre de Claude Goretta : Guillaume
- 1992 : Les Eaux dormantes de Jacques Tréfouël : Daviot
- 1993 : Les demoiselles ont eu 25 ans, documentaire d'Agnès Varda
- 1993 : Le Long Silence (Il lungo silenzio) de Margarethe von Trotta : Marco Canova
- 1993 : La Course de l'innocent (La corsa dell'innocente) de Carlo Carlei : Davide Rienzi
- 1994 : Montparnasse-Pondichéry de Yves Robert : Raoul Marquet
- 1996 : Le Silence des fusils d'Arthur Lamothe
- 1998 : D'abord la musique... (Prima la musica, poi le parole) de Fulvio Wetzl (it) : Lanfranco
- 1999 : C'est pas ma faute ! de Jacques Monnet : Étienne

Années 2000
- 2000 : Scènes de crimes de Frédéric Schoendoerffer : le commissaire divisionnaire
- 2000 : Ti voglio bene Eugenio de Francisco Josè Fernandez : Frederico
- 2001 : Le Pacte des loups de Christophe Gans : Thomas âgé
- 2003 : La marquise est à Bicêtre de Paul Vecchiali
- 2004 : Les Choristes de Christophe Barratier : Pierre Morhange adulte
- 2004 : Le Carnet rouge, court-métrage de Mathieu Simonet : le bel homme au livre d'art
- 2004 : Là-haut, un roi au-dessus des nuages de Pierre Schoendoerffer : Henri Lanvern
- 2005 : Le Petit Lieutenant de Xavier Beauvois : le juge Serge Clermont
- 2005 : L'Enfer de Danis Tanović : Frédéric
- 2006 : Le Parfum, histoire d'un meurtrier (Perfume: The Story of a Murderer) de Tom Tykwer : narrateur
- 2008 : Faubourg 36 de Christophe Barratier

Années 2010
- 2010 : Animaux et Cie (Konferenz der Tiere) de Reinhard Klooss (de) et Holger Tappe (de) : Socrate le lion (voix)
- 2011 : Pierre Schoendoerffer, la sentinelle de la mémoire de Raphaël Millet : lui-même
- 2018 : Rémi sans famille d'Antoine Blossier : Rémi, âgé

Années 2020
- 2022 : Goliath de Frédéric Tellier : Richard Vannec
- 2023 : Les Derniers Hommes de David Oelhoffen : narrateur

#### Documentaires
- 1977 : Raoni, documentaire de Jean-Pierre Dutilleux : narration
- 2001 : Le Peuple migrateur, documentaire de Jacques Perrin, Jacques Cluzaud et Michel Debats : narration
- 2002 : Les Ailes de la nature, documentaire de Jacques Perrin, Jacques Cluzaud et Stéphane Durand : narration
- 2003 : La Planète bleue, documentaire d'Alastair Fothergill et Andy Byatt : narration
- 2004 : Voyageurs du ciel et de la mer, documentaire présenté au Futuroscope de Jacques Perrin et Jacques Cluzaud : narration
- 2005 : L'Odyssée de la vie, documentaire de Nils Tavernier : narration
- 2018 : La Vie secrète du jardin, documentaire de Samuel Guiton : narration

#### Télévision

##### Téléfilms
- 1983 : Pablo est mort : Maxime Blanchet
- 1985 : L'Herbe rouge de Pierre Kast : M. Brul
- 1985 : L'Ordre : Justin
- 1987 : Top Kids : Émile Levassor
- 1989 : Manon Roland d'Édouard Molinaro : Jean-Marie Roland de La Platière
- 1992 : La Mort au bout des doigts (Touch and Die) : Steuben
- 1992 : La Femme de l'amant : Alain
- 1992 : Oh pardon ! tu dormais : lui
- 1994 : Le Trajet de la foudre de Jacques Bourton : Wens
- 1995 : Une petite fille particulière : Della Santa
- 1995 : Une page d'amour de Serge Moati : le docteur Deberle
- 1996 : Mafia rouge de Jean-Michel Meurice : « Sitting Bull »
- 1996 : Hold-up en l'air : Dominique Sagglia
- 1997 : In fondo a cuore : le professeur Silvestri
- 1997 : Un homme digne de confiance de Philippe Monnier : François Venturi
- 1998 : Victor Schœlcher, l'abolition de Paul Vecchiali : Victor Schœlcher
- 1998 : Vado e torno : La Rochelle
- 1998 : L'Éléphant blanc de Gianfranco Albano : M. Barthes
- 1999 : Nora : Félix
- 1999 : Nanà : le marquis de Vandeuvres
- 1999 : Chasseurs d'écume : Jaouen Carriban
- 2000 : Un enfant, un secret : Pierre Ancelin
- 2004 : Électrochoc : François
- 2004 : La Peine d'une mère : Joseph
- 2007 : Le Piano oublié d'Henri Helman : Benjamin
- 2008 : Hold-up à l'italienne de Claude-Michel Rome : Victor
- 2011 : Louis XI, le pouvoir fracassé d'Henri Helman : Louis XI
- 2014 : Richelieu, la Pourpre et le Sang d'Henri Helman : Richelieu
- 2015 : Borderline d'Olivier Marchal : Henri Van Roy

##### Séries télévisées
- 1980 : Orient-Express : Damien
- 1987 : La Course à la bombe (Race for the Bomb) : Frédéric Joliot-Curie
- 1988 : Médecins des hommes : Julien
- 1988 : Sueurs froides : Étienne Ruffec
- 1988 : Il ricatto : Grossi, le journaliste
- 1990 - 1992 : Haute Tension : Yann / Pierre Delauney / Thomas Dupré
- 1993 : Le Château des Oliviers : Pierre Séverin
- 1996-1998 : Groupe Nuit : Pierre Barthélémy
- 1996 : Florence Larrieu : le juge est une femme, épisode L'Enfant de l'absente (2.2) : le professeur Lapouge
- 1999 : Chasseurs d'écume : Jaouen Carriban
- 2003 - 2004 : Frank Riva de José Pinheiro : Xavier Unger
- 2005 : Marc Eliot, épisode Quatre cent suspects(5.6) : Albert Sorelli
- 2007 : La Lance de la destinée de Dennis Berry : David Levi
- 2015 : Le Secret d'Élise d'Alexandre Laurent : Alain Godot

### En tant que réalisateur
- 1995 : Les Enfants de Lumière, documentaire de Jacques Perrin
- 2001 : Le Peuple migrateur, documentaire de Jacques Perrin, Jacques Cluzaud et Michel Debats
- 2002 : Les Ailes de la nature, documentaire de Jacques Perrin, Jacques Cluzaud et Stéphane Durand
- 2009 : Océans, documentaire de Jacques Perrin et Jacques Cluzaud
- 2010 : L'Empire du milieu du Sud, documentaire de Jacques Perrin et Éric Deroo
- 2011 : Le Peuple des océans, documentaire de Jacques Perrin et Jacques Cluzaud
- 2016 : Les Saisons, documentaire de Jacques Perrin et Jacques Cluzaud
- 2016 : Le Peuple des forêts, documentaire de Jacques Perrin et Jacques Cluzaud

### En tant que producteur

#### Cinéma
- 1969 : Z de Costa-Gavras (coproducteur)
- 1973 : État de siège de Costa-Gavras (coproducteur)
- 1974 : Section spéciale de Costa-Gavras (coproducteur)
- 1976 : Le Désert des Tartares de Valerio Zurlini (coproducteur)
- 1976 : La Victoire en chantant de Jean-Jacques Annaud (coproducteur)
- 1982 : Les Quarantièmes rugissants de Christian de Chalonge
- 1989 : Le Peuple singe, documentaire de Gérard Vienne (coproducteur)
- 1995 : Les Enfants de Lumière, documentaire de Jacques Perrin (coproducteur)
- 1996 : Microcosmos : Le Peuple de l'herbe de Claude Nuridsany et Marie Pérennou (coproducteur)
- 1999 : Himalaya : L'Enfance d'un chef d'Eric Valli (coproducteur)
- 2001 : Le Peuple migrateur, documentaire de Jacques Perrin, Jacques Cluzaud et Michel Debats (coproducteur)
- 2002 : Les Ailes de la nature, documentaire de Jacques Perrin, Jacques Cluzaud et Stéphane Durand (coproducteur)
- 2004 : Les Choristes, de Christophe Barratier
- 2008 : Tabarly, documentaire de Pierre Marcel (coproducteur)
- 2016 : L'Outsider de Christophe Barratier (coproducteur)
- 2018 : Mia et le Lion blanc (coproducteur)
- 2018 : Népal, par-delà les nuages, documentaire d'Éric Valli
- 2023 : Les Derniers Hommes (producteur) Sorti à titre posthume

#### Télévision
- 1991-2000 : La 25e heure sur Antenne 2 puis France 2 : producteur avec Valentine Perrin et présentateur
- 2016 : Le Peuple des forêts, documentaire de Jacques Perrin et Jacques Cluzaud
- 2019 : L'Odyssée du loup, documentaire de Vincent Steiger[21]

## Distinctions

### Décorations
- Commandeur de la Légion d'honneur (27 mars 2016)[3] ; officier (décret du 7 février 2008[3])
- Commandeur de l'ordre national du Mérite
- Chevalier de l'ordre des Arts et des Lettres

### Honneurs
- Docteur honoris causa de l'université de Liège en 2010[22]
- Peintre officiel de la Marine depuis le 12 mars 2015 : il est nommé dans le corps des peintres officiels de la Marine (POM)[23]. Il est le premier homme d’images animées à faire son entrée dans le corps des POM.
- Membre de l'Académie des beaux-arts : élu le 7 décembre 2016), dans la section VII : Créations artistiques dans le cinéma et l'audiovisuel. Il est intronisé le 6 février 2019, au fauteuil 5 précédemment occupé par Francis Girod (1944-2006). Ce fauteuil était resté vacant pendant dix ans[24]. Costa-Gavras lui remet son épée et Jean-Jacques Annaud prononce son discours de réception[6].

### Récompenses
- Mostra de Venise 1966 : coupe Volpi du meilleur acteur pour Un homme à moitié de Vittorio De Seta[8]
- César 1997 : meilleur producteur pour Microcosmos : Le Peuple de l'herbe
- 7 d'or 1997 : meilleure émission culturelle pour La 25e Heure
- Prix spécial 1999 de l'aide à la création de la Fondation Gan pour le cinéma pour Le Peuple migrateur
- Prix Icare décerné en 2002 par l'Association des journalistes professionnels de l'aéronautique et de l'espace (AJPAE)
- Étoiles d'or de la presse du cinéma français 2005 : Étoile d'or du producteur
- Prix Henri-Langlois 2007
- César 2011 : meilleur film documentaire et meilleure bande originale pour Océans

## Hommages
- En 2011, la Cinémathèque française lui rend hommage en diffusant plus d'une trentaine de ses films du 27 avril au 30 mai ; une rencontre a lieu le 30 avril[25].
- Le cinéma Jacques-Perrin à Tarare porte son nom[26].
- La rue Jacques-Perrin (Paris) est nommée en hommage en 2025.